# Лукас, Сильвия
Сильвия Элизабет Лукас (англ. Sylvia Elizabeth Lucas, род. 22 апреля 1964, Апингтон, Северо-Капская провинция) — действующий заместитель председателя Национального совета провинций Южно-Африканской Республики, вступившая в должность 23 мая 2019 года. С 2013 по 2019 год она занимала пост четвёртого премьер-министра Северо-Капской провинции. Она была избрана и вступила в должность в качестве преемницы Хейзел Дженкинс. Лукас некоторое время исполняла обязанности премьер-министра, а до своего назначения была министром по вопросам охраны окружающей среды в правительстве Северо-Капской провинции.

## Образование и карьера
Она родилась 22 апреля 1964 года и выросла в Апингтоне в Северо-Капской провинции. Лукас училась в средней школе Карлтона Ван Хеердена в Апингтоне, где в начале 1980-х годов она впервые занялась политической деятельностью.
Позднее она приняла участие в бойкоте арендной платы в Роуздейле и вошла в состав делегации Переходного совета, чтобы обеспечить поставку предоплаченной электроэнергии тем общинам, которые не могли позволить себе обычную электроэнергию.
Лукас — бывшая машинистка Национальной партии, затем вступившая в АНК. Сильвия Лукас присоединилась к Африканскому национальному конгрессу (АНК) в качестве рядового члена отделения в 1992 году. С 1995 по 2000 год Лукас занимала должность советника местного муниципалитета Кхара-Хейс в Апингтоне, одновременно работая в региональных структурах АНК в этом районе. С 2001 по 2004 год она была первой женщиной-председателем АНК в регионе Сиянда.
В 2000 году Лукас была избрана в Законодательное собрание Северо-Капской провинции. Генеральный секретарь АНК Кгалема Мотланте объявил в 2003 году, что имя Лукас было четвёртым в списке кандидатов АНК в Законодательное собрание Северо-Капской провинции.
В 2004 году она была избрана в провинциальный исполнительный комитет АНК в Северо-Капской провинции. Тем временем она также поднялась по карьерной лестнице в Женской лиге АНК, заняв пост провинциального секретаря после отставки Майки Дипуо. Эта должность сделала её членом национального исполнительного комитета лиги. К 2007 году — заместитель председателя провинциальной Женской лиги. В 2009 году она была назначена министром окружающей среды и охраны природы в Северо-Капской провинции.
Лукас принимала участие в международных ознакомительных поездках АНК в Великобританию, Канаду и США.

## Премьер Северо-Капской провинции

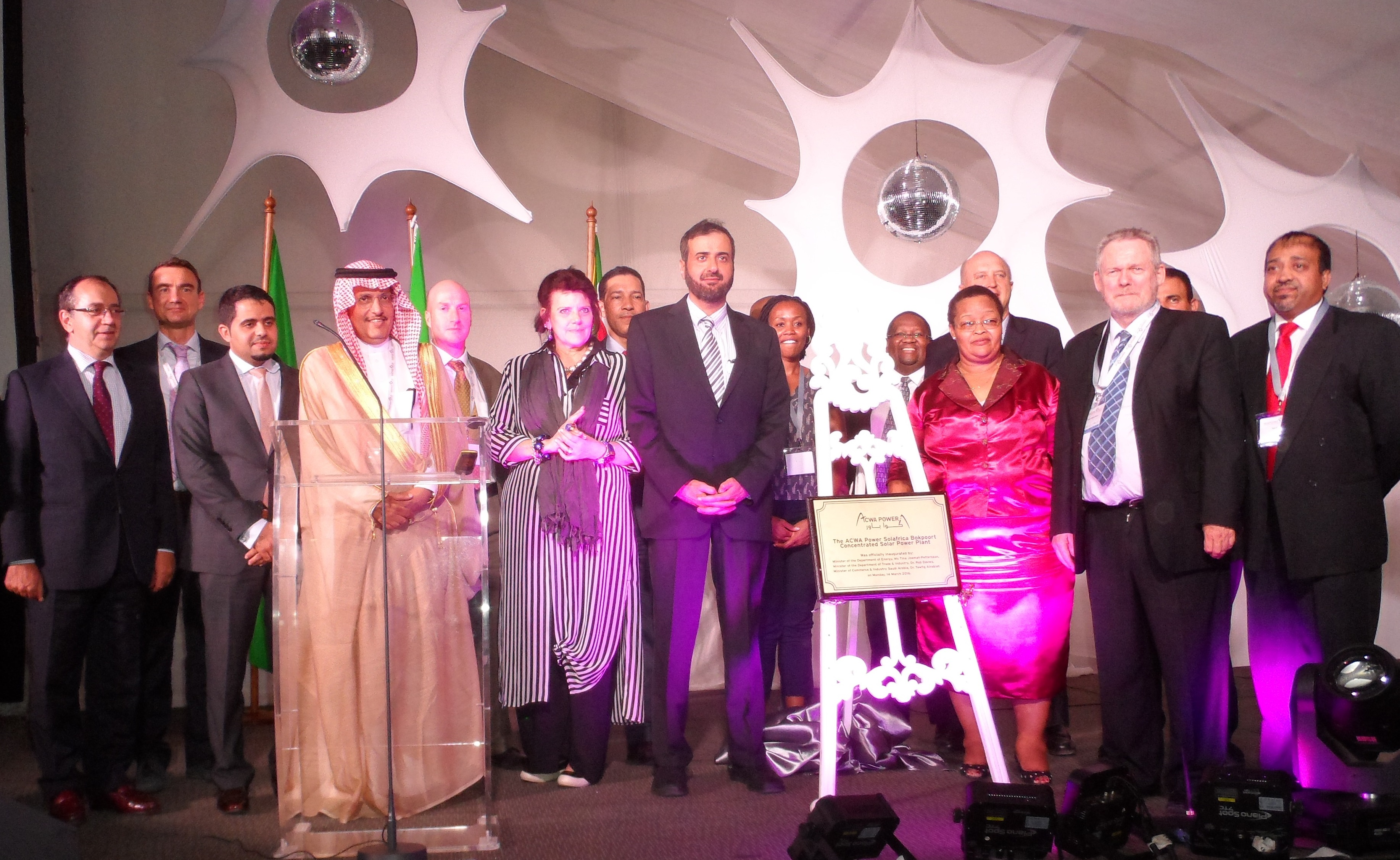
Лукас и её коллеги на запуске солнечной электростанции Bokpoort CSP в марте 2016 г.

После того, как в 2012 году премьер-министр Хейзел Дженкинс потеряла сознание из-за инсульта, Исполнительный совет провинции назначил Гризельду Чекеллу исполняющей обязанности премьер-министра на время отпуска по нетрудоспособности премьер-министра Дженкинс. Когда год спустя Хейзел Дженкинс ушла с поста премьер-министра Северо-Капской провинции, именно Сильвию Лукас АНК провинции 19 апреля 2013 года объявил преемницей премьер-министра. Однако в назначенную дату инаугурации Лукас на пост премьер-министра ходатайство о признании отставки Дженкинс было отклонено по процедурным причинам. Голосование в законодательном органе Северо-Капской провинции 30 апреля 2013 года, в котором приняли участие оппозиционные партии Народный конгресс и Демократический альянс, не смогло набрать необходимые две трети голосов для принятия предложения. Соответственно, Дженкинс технически осталась премьер-министром, а Лукас была приведена к присяге в тот же день, что и преемник Гризельды Чекеллы в качестве исполняющего обязанности премьер-министра провинции.
Когда Хейзел Дженкинс впоследствии ушла в отставку, вступившую в силу 22 мая 2013 года, стало возможным продвижение к инаугурации её преемницы. Лукас была официально избрана и приведена к присяге в качестве премьер-министра провинции 23 мая 2013 года. Она произнесла свою инаугурационную речь в качестве премьер-министра 30 мая 2013 года.
Лукас была повторно назначена премьер-министром 20 мая 2014 года Национальным исполнительным комитетом Африканского национального конгресса после всеобщих выборов в ЮАР 7 мая 2014 года. Она была единственной женщиной, назначенной премьер-министром в восьми провинциях, управляемых АНК.
Лукас покинула свой пост в мае 2019 года, чтобы стать заместителем председателя Национального совета провинций. Замани Саул был назначен её преемником.

## Споры

### «Фастфуд Премьер»
Премьер-министр Лукас оказалась под пристальным вниманием СМИ, когда выяснилось, что за первые десять недель пребывания в должности она потратила 53 000 рандов (3585,93 долл. США) на фастфуд и личные продукты, используя свою кредитную карту, выпущенную правительством. Подсчитано, что средняя сумма расходов составляет 760 рандов (51,42 долл. США), и это быстро подхватила официальная оппозиция, представленная партией Демократический альянс.
Премьер-министр защищалась от высказанных обвинений, заявив: «Как бы мы питались, если бы не использовали деньги налогоплательщиков?». Позднее АНК выступил в защиту премьер-министра и обрушился с критикой на различных политических и редакционных карикатуристов, которые высмеивали её в печатных СМИ, в частности на скандально известного карикатуриста Джонатана Шапиро. В сообщениях СМИ и заголовках газет её стали называть «премьер-министром фастфуда».